# Zamarada differens
Zamarada differens är en fjärilsart som beskrevs av Max Joseph Bastelberger 1907. Zamarada differens ingår i släktet Zamarada och familjen mätare. Inga underarter finns listade i Catalogue of Life.